# Dziszna

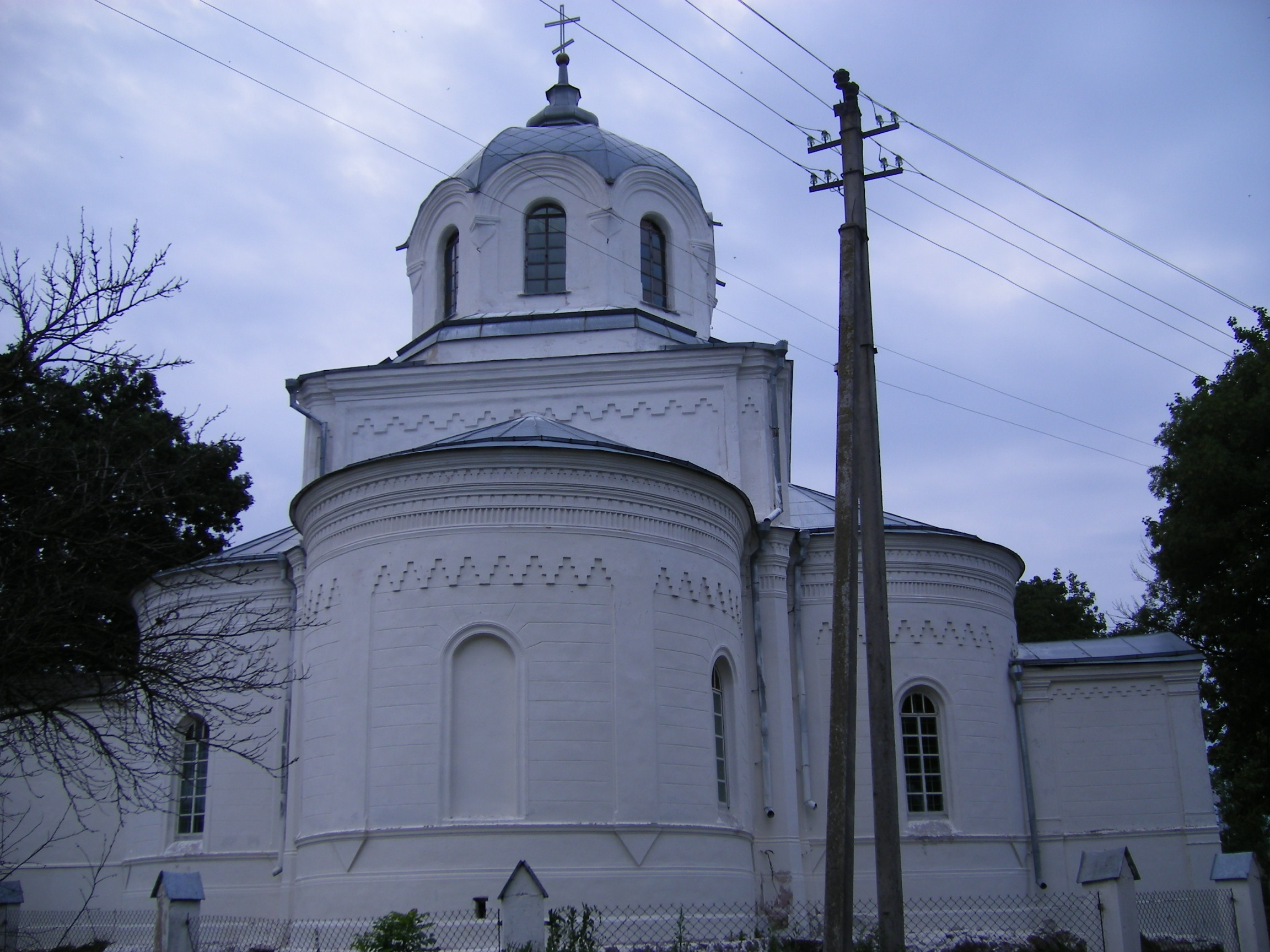
Az Uszpenszkij-templom

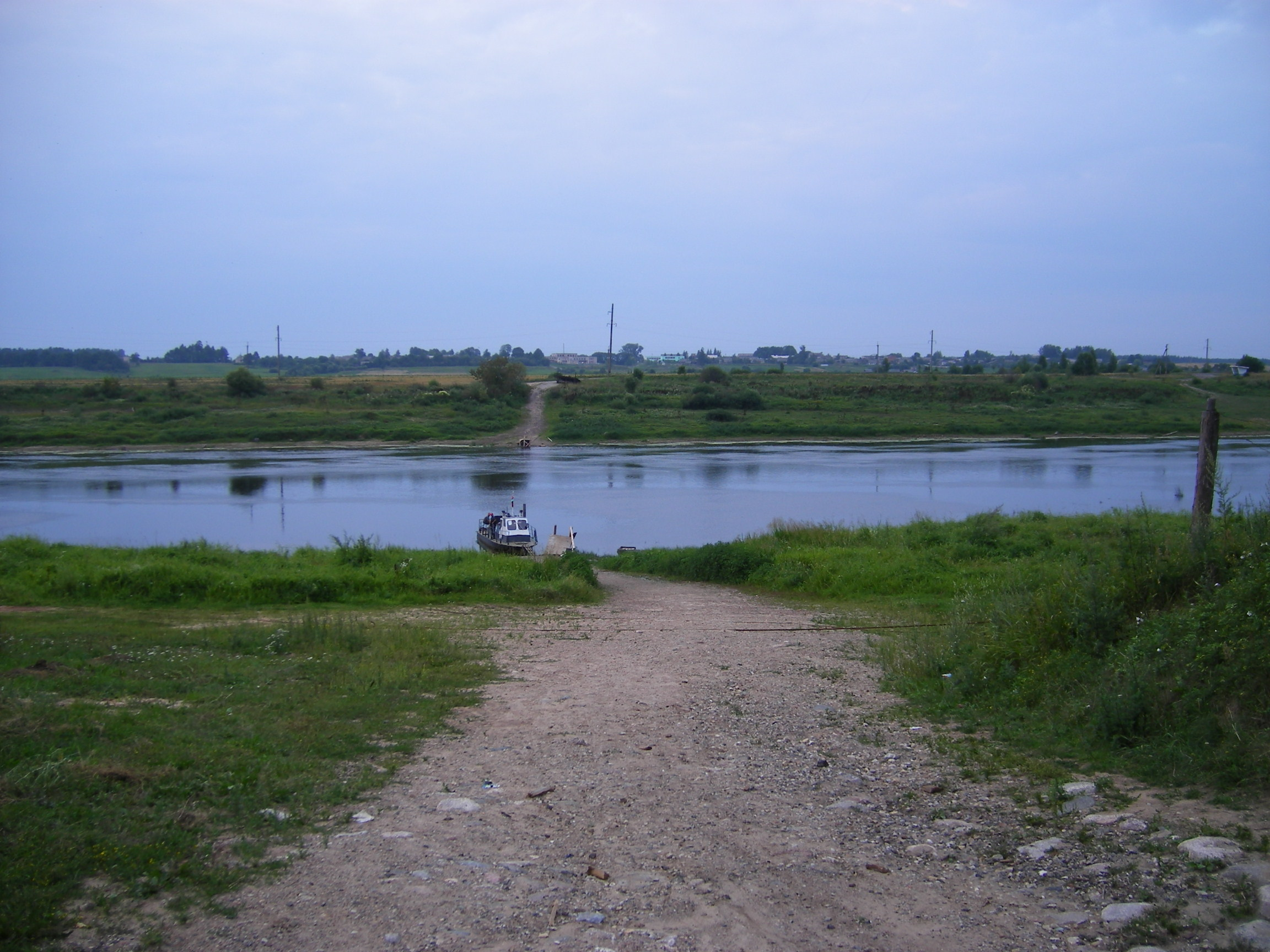
Kompátkelőhely a Nyugati-Dvinán

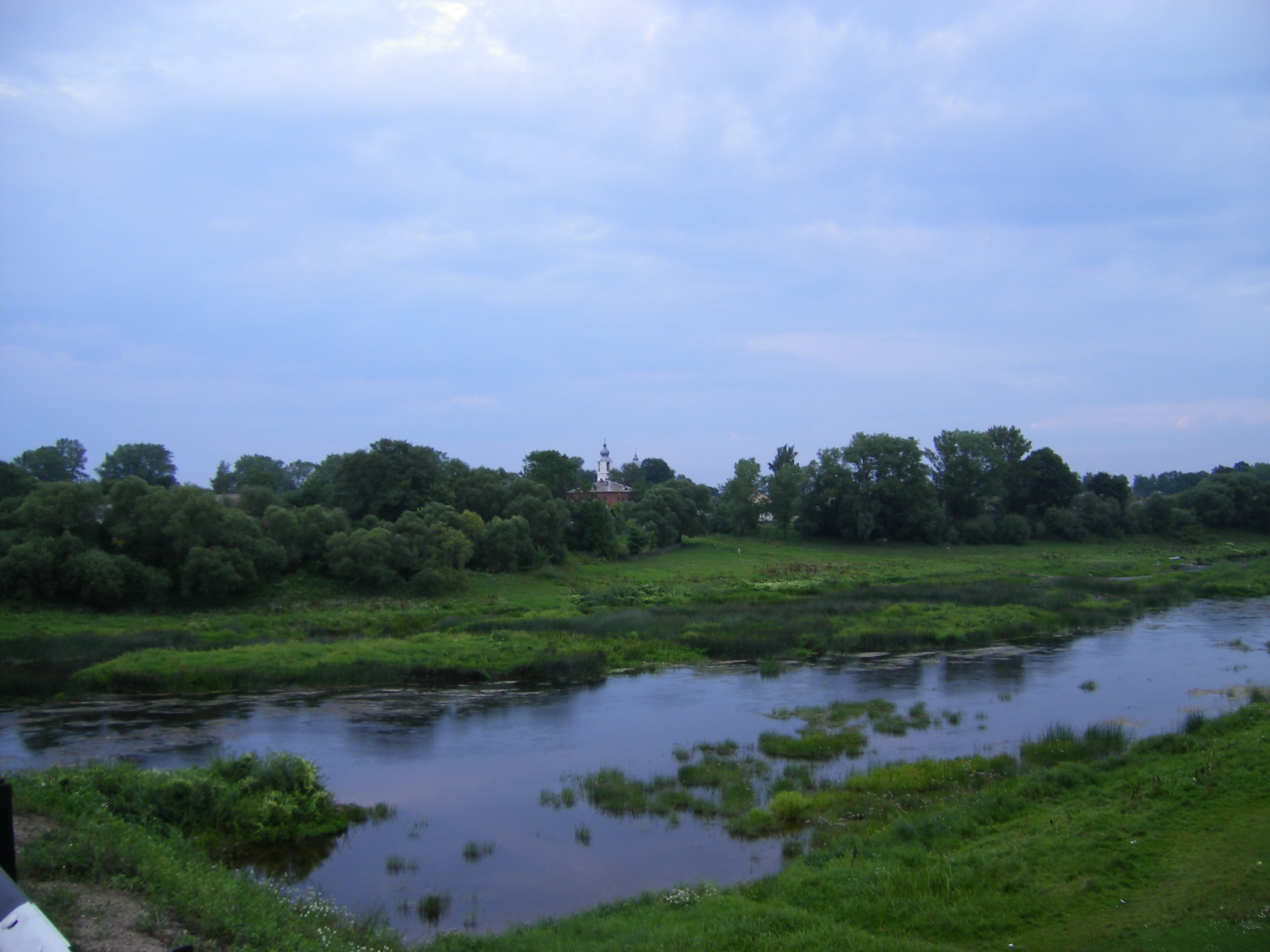
Kilátás a Dziszna-folyó hídjáról

Dziszna (Дзісна, oroszul Дисна) város Fehéroroszországban, a Vicebszki terület Mjori járásában. A Nyugati-Dvina déli partján, a Dziszna (Gyiszna)-folyó torkolatánál fekszik, Mjoritól 40 km-re keletre, Polacktól 40 km-re nyugatra. Az egykor jelentős település mára álmos kisvárossá vált, 2006-ban mindössze 2,7 ezer lakója volt .

## Történelem
Dziszna gazdag történelmi múltra tekint vissza, már a 11. században fontos település volt. A Litván Nagyfejedelemség évkönyvei 1461-ben említik először. A 16. században már erőd is állt a két folyó torkolatánál, melyet a dombról Kopcának neveztek, a mellette levő falu viselte a Gyiszna nevet. Kiváló stratégiai helyzeténél fogva gyors fejlődésnek indult. 1563-ban Rettegett Iván elfoglalta Polockot, így Báthory István lengyel király a gyisznai erősség átépítése mellett döntött. A lengyel királyok gyakran tartózkodtak az itteni várban, a 16. század második felében az akkori városépítészet jegyében építették át.
A nagy északi háború során az orosz, lengyel és svéd csapatok, valamint a kozák hadtestek harcoltak falainál, de Napóleon 1812-es oroszországi hadjárata sem kímélte a várost. 1793-ban csatolták Oroszországhoz, a 19. században járási (ujezd) székhely volt. Az évszázadok rombolását az 1882-es tűzvész tetézte be, amely szinte teljesen elpusztította a régi várost.
1919. szeptember 19-én elfoglalták a lengyelek, majd 20 éven át Lengyelországhoz tartozott. Akkoriban a Nyugati-Dvina alkotta a lengyel–szovjet határt. 1940-ben a BSZSZK új járási központjaként várossá nyilvánították. A Vilejka és Vilnius felől előretörő németek 1941. július 4-én foglalták el, itt keltek át a Nyugati-Dvinán. 1944. július 4-én szabadult fel. 1962-ben a Gyisznai járást megszüntették és a várost a Mjori járáshoz csatolták.

## Gazdaság
Elsősorban élelmiszer- (termény- és tejfeldolgozás) és építőipara van.
Dzisznát 2–3 km hosszú bekötőutak kapcsolják a Polack-Braszlav között haladó P14-es főúthoz. A Nyugati-Dvinán rendszeres és ingyenes kompjárat közlekedik a túlparti Lunacsarszkoje faluba (Verhnyadzvinszki járás), mely a legközelebi vasútállomás, Borkavicsi (12 km) felé is biztosítja az összeköttetést.

## Nevezetességek
Az egykori vár néhány falmaradványa megmaradt a Dziszna torkolatánál levő kis szigeten. Régi épületeinek nagy része csak romjaiban maradt fenn: az egykori ferences templom (1733), a régi kórház, néhány 19. századi lakóház. A 20. század elején épült Voznyeszenszkaja-templom a keleti városrészben áll, az egykori zsinagóga épülete a városközpontban, a buszpályaudvar mellett.